# Toyota Platz
La Toyota Platz est une automobile du constructeur automobile japonais Toyota qui a été fabriquée au Japon de 1999 à 2005, date à laquelle elle a été remplacée par la Belta. Désignée par Toyota comme la série XP10, la Platz a également été vendue sur les marchés d'exportation sous le nom de Toyota Yaris ou Toyota Echo. Les noms « Yaris » et « Echo » ont également été donnés à la version export de la Vitz à hayon du marché japonais, dont la Platz est dérivée. Au Japon, elle était disponible chez les concessionnaires Toyopet Store et Netz Toyota Store. 

## Étymologie
Le nom « Platz » signifie « espace » en allemand (comme « l'espace intérieur est spacieux »). Seuls des moteurs à quatre cylindres en ligne droite ont été montés sur la Platz, qui n'a été vendue au Japon qu'en tant que berline à quatre portes. Une version à deux portes était également disponible en Amérique du Nord, où la voiture était badgée « Echo ». 

## Histoire
La Platz a été introduite en 1999 sous la forme d'une berline à quatre portes vendue à l'échelle internationale, suivie d'une version à deux portes exclusive à l'Amérique du Nord pour l'année-modèle 2000. La Platz est étroitement liée à la Vitz à hayon avec laquelle elle partage les portes avant, un intérieur commun et des composants mécaniques. Le train roulant est également partagé, dans une moindre mesure, avec les ist et bB, vendues aux États-Unis sous les noms de Scion xA et xB respectivement, ainsi qu'avec la WiLL Vi, réservée aux JDM. La même plate-forme sert de base aux familiales Probox et Succeed, exclusivement fabriquées par les JDM.
Aux États-Unis, l'Echo s'est vendue à près de 50 000 exemplaires la première année, et à peine à la moitié en 2003. L'Echo était un élément du projet Genesis de Toyota, un effort raté pour attirer des acheteurs plus jeunes vers la marque aux États-Unis. L'Echo s'est vendue en grande quantité au Canada, où Toyota a également proposé les versions trois et cinq portes à hayon de la Vitz sous le nom d'Echo à partir de l'année-modèle 2004, en remplacement de l'Echo deux portes (qui a été abandonnée après 2003). La version deux portes est restée en vente aux États-Unis jusqu'à l'année modèle 2005, de même que la version quatre portes, tandis que les versions à hayon n'ont jamais été vendues dans ce pays. Elle a été le prédécesseur de l'actuelle Yaris nord-américaine, partageant de nombreuses caractéristiques identiques, telles que l'étrange (et quelque peu controversée) position centrale du compteur de vitesse et des jauges, par opposition à l'avant du volant. Les options électriques sur l'Echo sont rares ; la plupart des modèles sont équipés de vitres et de serrures manuelles, de la climatisation et d'un système audio à six haut-parleurs avec lecteur de CD et/ou de cassettes.